# Lemoniidae
Lemoniidae là một họ bướm đêm. Họ này chỉ gồm có 4 chi: Crateronyx, Heteranaphe, Lemonia và Sabalia và 21 loài đã được miêu tả.

## Hình ảnh

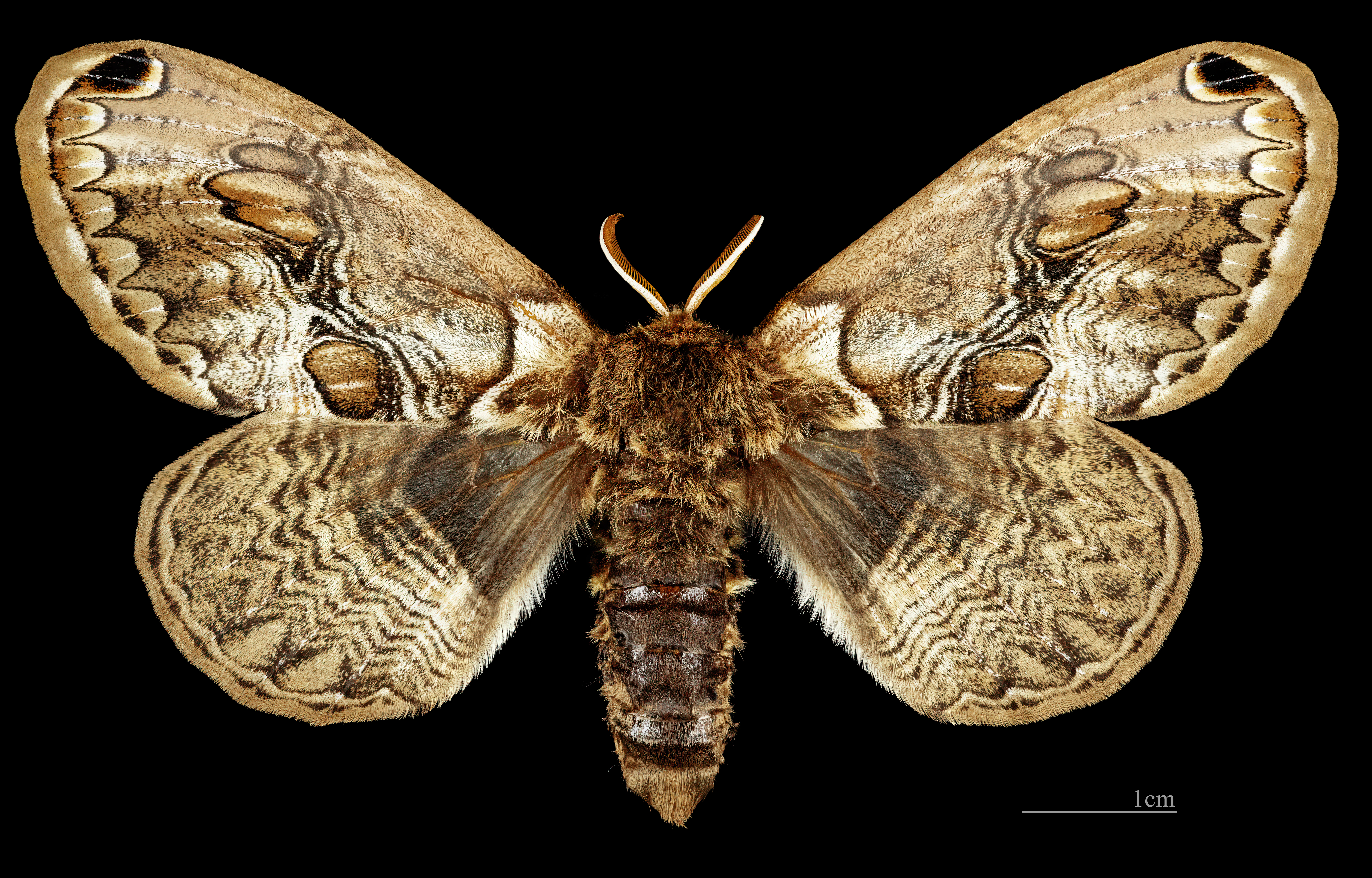
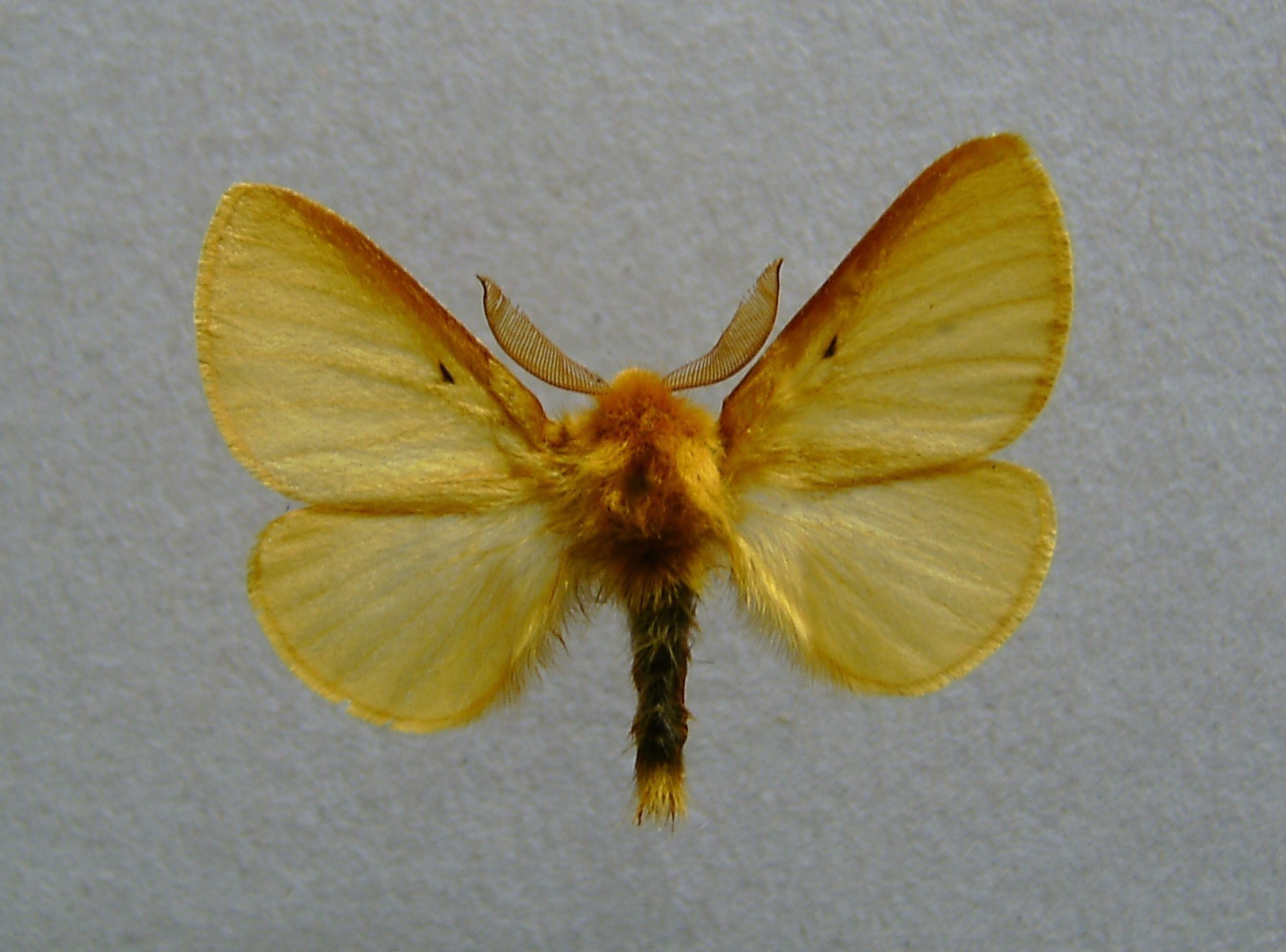